# بوب سيمونز (لاعب كرة قدم أمريكية)
بوب سيمونز (بالإنجليزية: Bob Simmons)‏ هو لاعب كرة قدم أمريكية أمريكي، ولد في 7 يوليو 1954 في تمبل في الولايات المتحدة.

## وصلات خارجية
- بوب سيمونز (لاعب كرة قدم أمريكية) على موقع مرجع كرة القدم المحترفة.كوم (الإنجليزية)